# Дао Бандон
Дао Бандон (тай. ดาว บ้านดอน) — таїландський співак, відомий актор, автор пісень і продюсер звукозапису. Він є одним з відомих будівельників для тайських суперзірок, як Дінтара Фунлап.

## Дискографія

### Альбом
- 1970 - Khon Kee Lang Kway
- Roe Rak Tai Toan Kradon

### Написання пісень
- Jao Bao Hai (Дінтара Фунлап)
- Rak Salai Dok Fai Ban  (Дінтара Фунлап)[3][4][5]
- Covid Ma Namta Lai (Дінтара Фунлап)[6]
- Nam Ta Loan Bon Tee Non (Хонни Щи-Ісан)
- Kulab Daeng (Сомчхіт Бортхонг)